# Robert Parish
Robert Lee Parish (narozen 30. srpna 1953 Shreveport, Louisiana) je bývalý americký profesionální basketbalista, jenž hrál na pozici centra. Byl známý pro svou výbornou obranu a střelbu z výskoku. V roce 2003 byl uveden do basketbalové síně slávy. V roce 1996 byl také zvolen do TOP 50 NBA basketbalistů všech dob.
Jeho kariéra začala na Centenary College of Louisiana v letech 1972–1976. V NBA nastoupil poprvé v roce 1976 za tým Golden State Warriors, kde působil do roku 1980. Dále hrál za týmy Boston Celtics (1980–1994), Charlotte Hornets (1994–1996) a Chicago Bulls (1996–1997).
Mezi jeho největší úspěchy patří zisk titulu v NBA (1981, 1984, 1986, 1997) či 9× umístění v NBA All Star Týmu (1981–1987, 1990–1991). Za svou kariéru nastřílel 23 334 bodů, doskočil 14 715 míčů a provedl 2 361 bloků. V roce 1998 bylo jeho číslo „00“ v Bostonu vyřazeno a tudíž jej už na sebe nikdy žádný hráč Celtics neoblékne.
Je vegetarián. 